# Цамарели (Фрозиноне)
Цамарели је насеље у Италији у округу Фрозиноне, региону Лацио.
Према процени из 2011. у насељу је живело 46 становника. Насеље се налази на надморској висини од 111 м.